# Hong Kong 08
Maillots
Le Hong Kong 08 (en chinois : 香港08), est un ancien club hongkongais de football fondé en 2002 et disparu en 2007, et basé à Kowloon, quartier de Hong Kong.